# وصول متعدد باستشعار الحامل مع كشف الاصطدام
الوصول المتعدد باستشعار الحامل مع كشف الاصطدام (CSMA/CD) هو أحد أنظمة التحكم بالوصول للوسط المستخدمة في تقنيات شبكة الإيثرنت في الشبكات المحلية. يستخدم هذا النظام الموجات الحاملة لمنع الإرسال حتى يتم التأكد أنه لا توجد نقطة أو محطة أخرى تقوم بالإرسال. يُستخدم ذلك مع اكتشاف الاصطدام حيث تقوم المحطة المرسلة باكتشاف الاصطدام عن طريق تحسس الإرسال من من المحطات الأخرى بينما تقوم بإرسال إطار البيانات. عندما يتم اكتشاف اصطدام، تقوم المحطة بإيقاف إرسال الإطار وإرسال إشارة ازدحام، ثم تنتظر لمدة زمنية عشوائية حتى تقوم بالإرسال مرة أخرى.

 الناقل متعدد الوصول مع اكتشاف الاصطدام هو نسخة معدلة من نظام (الناقل متعدد الوصول CSMA)، واستخدم الناقل متعدد الوصول مع اكتشاف الاصطدام لتحسين أداء الناقل متعدد الوصول عن طريق إيقاف الإرسال فور اكتشاف الاصطدام حيث يقصر الوقت المطلوب حتى يتم الإرسال مرة أخرى.

 مع زيادة انتشار مبدلات الإيثرنت في التسعينات الميلادية، أهملت آي تربل إي 802.3 استخدام المكررات Repeaters ، الناقل متعدد الوصول مع اكتشاف الاصطدام (CSMA/CD) ونصف الازدواج Full Deuplix في ٢٠١١. ما جعل CSMA / CD تقنية عفا عليها الزمن إلى حد كبير.

## طريقة العمل

خوازمية مبسطة لِ CSMA/CD والمنطق المستخدم لحل الاصطدام حين يتم رصده.

طريقة العمل التالية تستخدم لبدء الإرسال، وتكتمل العملية عندما يتم إرسال الإطار بنجاح أو يتم اكتشاف اصطدام أثناء الإرسال.:33
1. هل الإطار جاهز للإرسال؟ إذا لم يكن كذلك، انتظر الإطار.
2. هل الوسط الناقل فارغ؟ إذا لم يكن كذلك، انتظر حتى يصبح جاهزاً.
3. ابدأ الإرسال وقم بالمراقبة لرصد أي اصطدام أثناء الإرسال.
4. هل حدث اصطدام؟ إذا كانت الإجابة بنعم إبدأ في عملية (تم اكتشاف اصطدام)
5. أعد ضبط عدادات الإرسال وأعد إرسال الإطار

طريقة العمل التالية تعمل لحل مشكلة (تم اكتشاف اصطدام)، وتكتمل العملية عندما يتم بدء إعادة الإرسال أو يتم إجهاض عملية إعادة الإرسال لكثرة الاصطدامات.
1. استأنف الإرسال (مع إشارة ازدحام مكان رأس الإطار/البيانات/اختبار التكرار الدوري (CRC) حتى تنتهي أدنى مدة للمظروف للتأكد أن جميع المستقبلين رصدوا الاصطدام.
2. قم بزيادة عداد إعادة الإرسال
3. هل هل وصل عدد محاولات الإرسال إلى الحد الأقصى؟ إذا كان كذلك قم بإجهاض الإرسال.
4. احسب مدة عشوائية (backoff) تعتمد على عدد الاصطدامات.
5. عد إلى العملية الأساسية في المرحلة ١.

تعتمد أساليب اكتشاف الاصطدام على الوسط الناقل. في الوسط المشترك، الموصل الكهربائي مثل 10BASE5 10BASE2 يمكن أن تُكتشف عن طريق مقارنة البيانات المرسلة مع البيانات المستقبلة أو عن طريق تمييز سعة موجة أعلى من الطبيعي في الباص. في جميع الأوساط الأخرى، يقوم الناقل الذي يتم تحسسه في قناة الاستقبال بإيقاف التصادم. المكررات Repeaters تقوم برصد الاصطدامات بنفسها وإرسال إشارات ازدحام.

يمكن مقارنة عملية التعافي من الاصطدام بما يحدث في حفلة عشاء عندما يتحدث جميع الضيوف مع بعضهم البعض عبر وسط ناقل مشترك (الهواء). قبل التحدث، يقوم كل ضيف بأدب بانتظار المتحدث الحالي حتى ينتهي. لو بدأ ضيفان الحديث في نفس الوقت يتوقف كلاهما عن الكلام لفترة قصيرة عشوائية (في الإيثرنت تقاس هذه المدة بالملي ثانية) على أمل إنه إذا اختار كل منهما مدة عشوائية للإكمال فلن يكمل كلاهما الحديث في نفس الوقت مما يؤدي إلى تقليل احتمالية حدوث تصادم آخر.

## إشارة الازدحام
إشارة الازدحام هي إشارة signal تحمل 32-بت نمط ثنائي يرسل من محطة بيانات لإعلام محطة أخرى بحدوث اصطدام وأنه يجب إيقاف عملية الإرسال.